# Castillo de Montclar (Montclar)
El Castillo de Montclar es un castillo fronterizo del municipio de  Montclar en la comarca del Bergadá  de la provincia de Barcelona, está declarado Bien Cultural de Interés Nacional.

## Descripción
Del castillo de Montclar no se conservan restos. Seguramente estaría situado en la parte más alta de la población, probablemente donde actualmente está la casa del siglo  XVII conocida como «El Castillo», en la plaza del pueblo. Está documentado en el año 1309.